# Diego Alves
Diego Alves Carreira (Rio de Janeiro, 1985. június 24. –) ismertebb nevén Diego Alves, olimpiai bronzérmes brazil labdarúgó, a Flamengo kapusa.

## Sikerei, díjai

### Klub
- Atlético Mineiro
  - Brazil másodosztály bajnoka: 2006
  - Minas Gerais állam bajnoka: 2007

- Flamengo
  - Rio de Janeiro állam bajnoka: 2019
  - Copa Libertadores: 2019

### Válogatott
- Brazília U23
  - Olimpiai bronzérmes: 2008